# I miei due papà
I miei due papà (My Two Dads) è una serie televisiva statunitense in 60 episodi trasmessi per la prima volta nel corso di 3 stagioni dal 1987 al 1990.
È una serie del genere sitcom incentrata sulle vicende di una bambina di dodici anni che viene allevata dagli ex amanti della madre dopo la morte di questa.

## Trama
La serie inizia quando Marcy Bradford (Emma Samms), la madre della dodicenne Nicole Bradford, muore. I due uomini che avevano gareggiato per l'affetto della donna prima della nascita di Nicole, ovvero Michael Taylor, un consulente finanziario di successo, e l'artista Joey Harris, ex amici che si odiavano l'un l'altro a causa del loro interesse reciproco verso Marcy, ottengono la custodia congiunta di Nicole.
La situazione dei due uomini soli con una figlia adolescente è alla base delle trame dei vari episodi. Margaret W. Wilbur (Florence Stanley), giudice del tribunale che ha affidato la custodia di Nicole a Michael e Joey, visita frequentemente la nuova famiglia e si assicura delle condizioni di Nicole. Margaret è inoltre la proprietaria dell'edificio in cui Joey vive e che è ora la casa dei tre. 
La effettiva paternità di Nicole non viene mai rivelata nel corso della serie, tuttavia, nell'episodio Pop, the Question, Michael e Joey - dopo aver avuto uno scontro - effettuano un test del DNA per determinare chi di loro sia il padre biologico di Nicole. Il test viene però condotto contro la volontà di Nicole, che ne distrugge i risultati prima di controllarli, in quanto preferisce non sapere chi sia suo padre. Michael e Joey poi risolvono le loro divergenze e si riconciliano. Il giudice Wilbur esamina i risultati, ma li nasconde senza rivelare la verità al pubblico.
La serie si conclude (con l'episodio chiamato See You in September?) quando Joey si rimette in contatto con una ex fidanzata di nome Sarah e si trasferisce a San Francisco per vivere con lei e sua figlia Grace. Egli, tuttavia, si tiene in contatto con Nicole e con il giudice, rimasti a New York. L'episodio termina con una lettera di Nicole indirizzata a Joey in cui scrive che non importa dove o con chi fosse, sarebbe sempre stato uno dei suoi due papà.
La serie vede come personaggi ricorrenti anche quelli interpretati da Giovanni Ribisi e Chad Allen, due ragazzi (Cory Kupkus e Zach Nichols, rispettivamente) che gareggiano per l'affetto di Nicole proprio come i suoi due papà avevano fatto per la madre di lei. Amy Hathaway interpreta la migliore amica di Nicole, Shelby Haskell. Il cast è completato dall'ex giocatore di football Ed Klawicki (Dick Butkus), che gestisce il caffè al primo piano dell'edificio, un luogo in cui sono ambientate molte trame della serie. Nella terza stagione, quando Dick Butkus lascia la serie, il locale viene gestito da Julian Cook (Don Yesso), senza nessuna spiegazione su cosa sia successo a Ed. La proprietà del locale passa al giudice Wilbur, che lo rinomina The Judge's Court Cafe.

## Crossover
I miei due papà vede un crossover con un'altra serie della NBC, Giudice di notte. In un episodio di questa serie il giudice Margaret Wilbur W., interpretato da Florence Stanley, appare come guest star. A sua volta, Richard Moll appare come guest star con il suo personaggio di Bull in un episodio de I miei due papà in cui protegge il giudice Wilbur da un criminale che ella aveva incarcerato anni prima.

## Personaggi e interpreti
- Michael Taylor (60 episodi, 1987-1990), interpretato da	Paul Reiser.
- Nicole Bradford (60 episodi, 1987-1990), interpretata da	Staci Keanan.
- giudice Margaret W. Wilbur (60 episodi, 1987-1990), interpretata da	Florence Stanley.
- Joey Harris (60 episodi, 1987-1990), interpretato da	Greg Evigan.
- Cory Kupkus (30 episodi, 1987-1990), interpretato da	Giovanni Ribisi.
- Ed Klawicki (26 episodi, 1987-1989), interpretato da	Dick Butkus.
- Shelby Haskell (23 episodi, 1989-1990), interpretata da	Amy Hathaway.
- Zach Nichols (21 episodi, 1989-1990), interpretato da	Chad Allen.
- Nina (10 episodi, 1987-1988), interpretata da	Alitzah.
- Julian (8 episodi, 1989-1990), interpretato da	Don Yesso.
- Herb Kelcher (6 episodi, 1987-1989), interpretato da	Dakin Matthews.
- Roy Kupkus (4 episodi, 1987-1989), interpretato da	Bradley Gregg.
- Jenkins (4 episodi, 1987-1988), interpretato da	William Butler.

## Produzione
La serie, ideata da Danielle Alexandra e Michael Jacobs, fu prodotta da Columbia Pictures Television e Michael Jacobs Productions e TriStar Television  Le musiche furono composte da Greg Evigan. Il titolo di lavorazione fu Who's Dad.

### Registi
Tra i registi della serie sono accreditati:
- Andrew D. Weyman (14 episodi, 1988-1989)
- Jeff Melman (9 episodi, 1990)
- Zane Buzby (8 episodi, 1987-1988)
- Mark Brull (8 episodi, 1988-1989)
- Peter Baldwin (6 episodi, 1987)
- Florence Stanley (5 episodi, 1989-1990)
- J.D. Lobue (3 episodi, 1987)
- Patrick Maloney (3 episodi, 1989)
- Andy Cadiff (2 episodi, 1989)

## Distribuzione
La serie fu trasmessa negli Stati Uniti dal 1987 al 1990 sulla rete televisiva NBC. In Italia è stata trasmessa su Italia 1 nel 1993 con il titolo I miei due papà.
Alcune delle uscite internazionali sono state:
- negli Stati Uniti il 20 settembre 1987 (My Two Dads)
- in Francia l'8 aprile 1990 (Mes deux papas)
- in Germania (Ein Vater zuviel)
- in Spagna (Mis dos padres)
- in Italia (I miei due papà)

## Episodi
| Stagione         | Episodi | Prima TV USA |
| ---------------- | ------- | ------------ |
| Prima stagione   | 22      | 1987-1988    |
| Seconda stagione | 16      | 1989         |
| Terza stagione   | 22      | 1989-1990    |